# Arseniusz (Moskwin, metropolita kijowski)
Arseniusz, imię świeckie Fiodor Pawłowicz Moskwin (ur. 1795 lub 1797 w Woroniu, zm. 16 kwietnia?/28 kwietnia 1876 w Kijowie) – rosyjski biskup prawosławny.

## Życiorys
Był synem prawosławnego diakona. Ukończył seminarium duchowne w Kostromie, po czym podjął studia w Petersburskiej Akademii Duchownej. 11 września 1821 złożył wieczyste śluby mnisze, przyjmując imię Arseniusz. 14 września 1821 został wyświęcony na hierodiakona. W 1823 ukończył studia, uzyskując tytuł magistra nauk teologicznych. 5 września tego roku wyświęcono go na hieromnicha. W 1825 został rektorem seminarium duchownego w Mohylewie. Rok później uzyskał godność archimandryty i objął kierownictwo Monasteru Objawienia Pańskiego w Mohylewie. W 1827 został rektorem seminarium duchownego w Orle oraz przełożonym monasteru Świętych Piotra i Pawła w Mceńsku. W 1829 został rektorem seminarium duchownego w Riazaniu i przełożonym monasteru Trójcy Świętej w tym mieście. W 1830 przeniesiony do monasteru Przemienienia Pańskiego w Riazaniu, także w charakterze przełożonego. Po roku został rektorem seminarium duchownego w Twerze i przełożonym monasteru Chłopięcego, a następnie monasteru Trójcy Świętej w Kalazinie.
24 lipca 1832 miała miejsce jego chirotonia na biskupa tambowskiego. Na terenie eparchii tambowskiej współpracował z miejscową administracją, doprowadzając do wysiedleń duchoborców i mołokan z guberni tambowskiej. W 1841 został przeniesiony na katedrę podolską i podniesiony do godności arcybiskupiej. W 1848 został arcybiskupem warszawskim, wikariuszem eparchii wołyńskiej i honorowym przełożonym Ławry Poczajowskiej. W 1860 został metropolitą kijowskim i halickim, co oznaczało również honorową zwierzchność nad Ławrą Peczerską i stałe członkostwo w Świątobliwym Synodzie Rządzącym. Pochowany w cerkwi Podwyższenia Krzyża Pańskiego w Bliskich Pieczarach Ławry Peczerskiej.